# Liga de Campeones Árabe 2007-08
La Liga de Campeones Árabe 2007-08 es la 24.ª edición de este torneo de fútbol a nivel de clubes del Mundo Árabe organizado por la UAFA y que contó con la participación de 32 equipos representantes de África del Norte, Medio Oriente y África del Este, con la aparición por primera vez de equipos de Comoros.
El ES Sétif de Argelia venció en la final al Wydad Casablanca de Marruecos para retener el título conseguido en la edición anterior y así conseguir su segundo título del torneo.

## Participantes

### Asia
| Baréin (1)                 | Riffa Club (subcampeón de la Bahraini Premier League 2006/07)                                                               |
| Irak (2)                   | Najaf FC (3.er lugar de la Iraqi Premier League 2006/07) Al-Talaba (4º Lugar de la Iraqi Premier League 2006/07)            |
| Jordania (2)               | Al-Wihdat (campeón de la Jordan League 2006/07) Al-Faisaly (Subcampeón de la Jordan League 2006/07)                         |
| Kuwait (2)                 | Kazma SC (campeón de la 2006-07 Liga Premier de Kuwait 2006/07) Al-Arabi (6.º lugar de la Liga Premier de Kuwait 2006/07)   |
| Líbano (1)                 | Al-Ansar (campeón de la Lebanese Premier League 2006/07)                                                                    |
| Omán (1)                   | Al-Oruba (subcampeón de la 2006-07 Liga Profesional de Omán 2006/07)                                                        |
| Palestina (1)              | Shabab Rafah (representante)                                                                                                |
| Arabia Saudita (2)         | Al-Wahda Mecca (3.er lugar de la Liga Profesional Saudí 2006/07) Al-Shabab (4.º lugar de la Liga Profesional Saudí 2006/07) |
| Siria (2)                  | Taliya SC (3.er lugar de la Syrian League 2006/07) Al-Majd (4º Lugar de la Syrian League 2006/07)                           |
| Emiratos Árabes Unidos (1) | Al-Shaab (5.º lugar de la UAE League 2006/07)                                                                               |
| Yemen (1)                  | Al-Ahli San'a (campeón de la Yemeni League 2006/07)                                                                         |

### África
| Argelia (3)    | ES Sétif (ganador del Algerian Championnat National 2006/07) USM Alger (4.º lugar del Algerian Championnat National 2006/07) MC Oran (6.º lugar del Algerian Championnat National 2006/07) |
| Comoras (1)    | Chirazienne FC (campeón de la Comoros Cup 2006/07) |
| Yibuti (1)     | CDE-Colas (representante) |
| Egipto (2)     | Tala'ea El-Gaish (4.º lugar de la Egyptian Premier League 2006/07) El-Masry (10.º lugar de la Egyptian Premier League 2006/07)                                                             |
| Libia (1)      | Al-Ittihad (campeón de la Libyan Premier League 2006/07) |
| Mauritania (1) | ASC Mauritel (campeón de la Mauritanean Premier League 2006/07) |
| Marruecos (3)  | Moghreb Tétouan (3.er lugar del GNF 1 2006/07) Wydad Casablanca (4.º lugar del GNF 1 2006/07) Raja Casablanca (11.er lugar del GNF 1 2006/07)                                              |
| Sudán (2)      | Al-Hilal Omdurmán (campeón de la Sudan Premier League 2006) Al Merreikh Omdurmán (subcampeón de la Sudan Premier League 2006)                                                              |
| Túnez (2)      | US Monastirienne (4.º lugar de la Tunisian Ligue Professionnelle 1 2006/07) CA Bizertin (12.º lugar de la Tunisian Ligue Professionnelle 1 2006/07)                                        |

## Premios
- Campeón: $1 500 000
- Finalista: $1 000 000
- Semifinales: $400 000
- Fase de Grupos: $300 000
- Segunda Ronda: $60 000
- Primera Ronda: $30 000

## Primera ronda
Se jugó entre los días 12 de septiembre y 2 de octubre.
| Equipo 1             | Agr.         | Equipo 2           | Ida | Vuelta |
| -------------------- | ------------ | ------------------ | --- | ------ |
| Moghreb Tétouan      | 1-4          | Al-Wihdat          | 0-4 | 1-0    |
| Al-Talaba            | 0-4          | USM Alger          | 0-2 | 0-2    |
| Al Merreikh Omdurmán | 5-1          | Riffa Club         | 2-0 | 3-1    |
| ASC Mauritel         | 1-4          | ES Sétif           | 1-1 | 0-3    |
| Al-Hilal Omdurmán    | 4-4(a)       | Al-Majd            | 3-2 | 1-2    |
| CDE-Colas            | 0-19         | Al-Wahda Mecca     | 0-8 | 0-11   |
| Kazma SC             | 1-2          | Wydad Casablanca   | 0-1 | 1-1    |
| Chirazienne FC       | 0-9          | Najaf FC           | 0-8 | 0-1    |
| El-Masry             | 0-1          | Taliya SC          | 0-1 | 0-0    |
| Al-Ahli San'a        | 1-4          | Al-Ittihad Trípoli | 0-0 | 1-4    |
| MC Oran              | 0-3          | Al-Arabi           | 0-1 | 0-2    |
| Al-Ansar             | 2-3          | Tala'ea El-Gaish   | 1-1 | 1-2    |
| CA Bizertin          | 3-3 (4-2 p.) | Al-Shabab          | 1-2 | 2-1    |
| Al-Oruba             | 1-1 (a)      | US Monastir        | 0-0 | 1-1    |
| Al-Shaab             | 2-4          | Al-Faisaly         | 0-2 | 2-2    |
| Shabab Rafah         | (w/o) 1      | Raja Casablanca    | -   | -      |

1 El Shabab Rafah abandonó el torneo.

## Segunda Ronda
Se jugó entre el 22 de octubre y el 5 de noviembre.
| Equipo 1             | Agr.  | Equipo 2         | Ida | Vuelta |
| -------------------- | ----- | ---------------- | --- | ------ |
| Al-Ittihad Trípoli   | 1-3   | Al-Majd          | 1-1 | 0-2    |
| Al-Wahda Mecca       | 2-4   | ES Sétif         | 1-1 | 1-3    |
| Al-Oruba             | 3-7   | Wydad Casablanca | 2-3 | 1-4    |
| Al Merreikh Omdurmán | 3-5   | Raja Casablanca  | 2-2 | 1-3    |
| Najaf FC             | 0-3   | Taliya SC        | 0-3 | 0-0    |
| CA Bizertin          | 3-4   | Al-Faisaly       | 1-1 | 2-3    |
| Al-Wihdat            | 1-2   | Tala'ea El-Gaish | 0-0 | 1-2    |
| Al-Arabi             | (w/o) | USM Alger        | 3-2 | Sus1   |

1 El Al-Arabi fue descalificado, Los clubes de Kuwait fueron suspendidos indefinidamente de toda competición internacional.

## Fase de grupos

### Grupo A
| Equipo 1        | Equipo 2        | Ida | Vuelta |
| --------------- | --------------- | --- | ------ |
| Raja Casablanca | Al-Faisaly      | 0-0 | 1-1    |
| ES Sétif        | Al-Majd         | 1-1 | 4-0    |
| Al-Faisaly      | Al-Majd         | 3-1 | 3-2    |
| ES Sétif        | Raja Casablanca | 2-0 | 0-1    |
| Al-Majd         | Raja Casablanca | 1-1 | 0-0    |
| Al-Faisaly      | ES Sétif        | 1-1 | 1-2    |

| Club            | J | G | E | P | GF | GC | GD | Pts |
| --------------- | - | - | - | - | -- | -- | -- | --- |
| ES Sétif        | 6 | 3 | 2 | 1 | 10 | 4  | +6 | 11  |
| Al-Faisaly      | 6 | 2 | 3 | 1 | 9  | 7  | +2 | 9   |
| Raja Casablanca | 6 | 1 | 4 | 1 | 3  | 4  | -1 | 7   |
| Al-Majd         | 6 | 0 | 3 | 3 | 5  | 12 | -7 | 3   |

### Grupo B
| Equipo 1         | Equipo 2         | Ida | Vuelta |
| ---------------- | ---------------- | --- | ------ |
| Tala'ea El-Gaish | Taliya SC        | 1-2 | 1-0    |
| USM Alger        | WAC Casablanca   | 2-1 | 3-2    |
| Tala'ea El-Gaish | USM Alger        | 0-0 | 1-0    |
| WAC Casablanca   | Taliya SC        | 3-1 | 2-0    |
| Taliya SC        | USM Alger        | 0-0 | 1-0    |
| WAC Casablanca   | Tala'ea El-Gaish | 3-0 | 0-0    |

| Club             | J | G | E | P | GF | GC | GD | Pts |
| ---------------- | - | - | - | - | -- | -- | -- | --- |
| Wydad Casablanca | 6 | 3 | 1 | 2 | 11 | 6  | +5 | 10  |
| Tala'ea El-Gaish | 6 | 2 | 2 | 2 | 3  | 5  | -2 | 8   |
| USM Alger        | 6 | 2 | 2 | 2 | 5  | 5  | 0  | 8   |
| Taliya SC        | 6 | 2 | 1 | 3 | 4  | 7  | -3 | 7   |

## Semifinales
| Equipo 1         | Agr.    | Equipo 2       | Ida | Vuelta |
| ---------------- | ------- | -------------- | --- | ------ |
| Tala'ea El-Gaish | 2-2 (a) | ES Sétif       | 2-1 | 0-1    |
| Al-Faisaly       | 1-2     | WAC Casablanca | 1-2 | 0-0    |

## Final
| Equipo 1       | Agr. | Equipo 2 | Ida | Vuelta |
| -------------- | ---- | -------- | --- | ------ |
| WAC Casablanca | 0-2  | ES Sétif | 0-1 | 0-1    |

## Campeón
| Liga de Campeones Árabe 2007-08 |
| ------------------------------- |
| Bandera de Argelia              |
| ES Sétif 2.º título             |

## Goleadores
| Pos. | Jugador         | Goles | Club             |
| ---- | --------------- | ----- | ---------------- |
| 1.º  | Essa Al-Mehyani | 8     | Al-Wahda Mecca   |
| 2.º  | Raja Rafe       | 6     | Al-Majd          |
| 3.º  | Lamouri Djediat | 5     | ES Setif         |
| 3.º  | Mohamed Madihi  | 5     | Wydad Casablanca |
| 3.º  | Fadi Lafi       | 5     | Al-Faisaly       |